# 브릿 말링
브릿 말링(Brit Marling, 1982년 8월 7일 ~ )은 미국의 배우, 영화 각본가이다.

## 출연 작품

### 영화
- 사운드 오브 마이 보이스 (2011)
- 어나더 어스 (2011)
- 시크릿 (2012)
- 컴퍼니 유 킵 (2012)
- 더 이스트 (2013)
- 아이 오리진스 (2014)
- 키핑 룸 (2014)

### 텔레비전
- 바빌론 (2014) - 가비 역
- OA (2016-19)
- 외딴 곳의 살인 초대 (2023)